# Guerra de Lapònia
La Guerra de Lapònia és el nom que s'utilitza per a referir-se a les hostilitats que hi hagué entre Finlàndia i Alemanya en el període que va des del setembre de 1944 fins a l'abril de 1945. El nom deriva de la província més septentrional de Finlàndia, Lapònia, on va ocórrer l'enfrontament.

## Preludi
Des del mes de juny de 1941, Finlàndia i Alemanya havien estat en guerra, conjuntament, contra la Unió Soviètica.
A l'estiu de 1943, l'exèrcit alemany començà a dissenyar un pla davant l'eventualitat que Finlàndia pogués signar la pau per separat amb la Unió Soviètica. Els alemanys planejaven retirar les seves tropes al nord per a protegir les mines de níquel properes a Petsamo. Durant l'hivern de 1943-1944, els alemanys van millorar les vies que comunicaven el nord de Noruega amb el nord de Finlàndia mitjançant l'ús extensiu de presoners de guerra (la majoria dels quals havien estat capturats en el sud d'Europa i encara utilitzaven uniforme d'estiu, pel que es produïren moltes morts), i acumularen provisions a la regió. D'aquesta forma, els alemanys estaven preparats al setembre de 1944, quan Finlàndia signà l'Armistici de Moscou, que significava la pau amb la Unió Soviètica.

## Progrés de les operacions
Mentre les tropes de la Wehrmacht es retiraven al nord, la marina alemanya envoltava amb mines les proximitats de Finlàndia i mitjançant l'Operació Tanne Ost, intentaren conquerir l'illa Suursaari al Golf de Finlàndia. Encara que alguns oficials de la Wehrmacht i de l'exèrcit finlandès van intentar una retirada relativament pacífica, els enfrontaments esclataren fins i tot abans que se signés l'esmentat acord de pau. La lluita s'intensificà quan els finlandesos tractaren de complir amb la demanda soviètica d'expulsar totes les tropes alemanyes del país. La situació fou semblant a la que visqueren els italians i romanesos quan es rendiren davant els aliats i van haver de lluitar per a alliberar els seus països de l'ocupació nazi. La tasca es va complicar encara més per una altra demanda soviètica: desmobilitzar al mateix temps les seves pròpies forces armades, fins i tot durant la campanya contra els alemanys.
El general finlandès Hjalmar Siilasvuo, vencedor de Suomussalmi, dirigí les operacions contra els alemanys i entre l'octubre i el novembre de 1944 els expulsà de gran part del nord de Finlàndia.

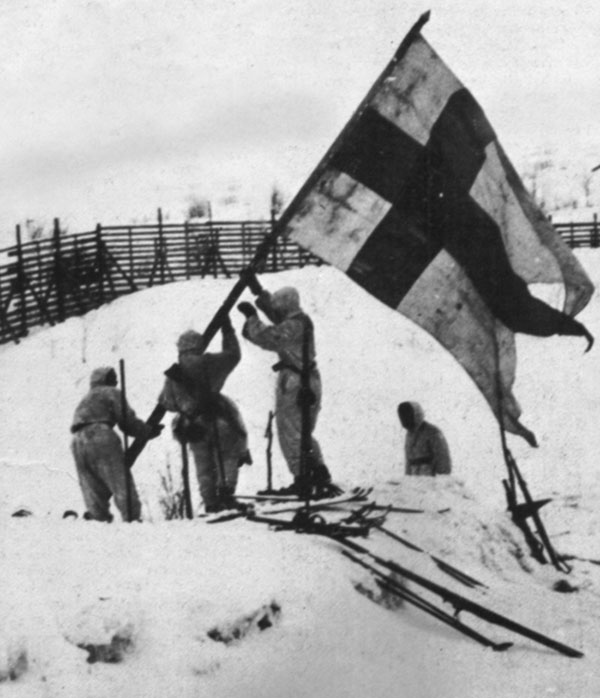
'Victòria a Lapònia', soldats finlandesos col·locant una bandera de Finlàndia a la frontera amb Noruega.

## Conseqüències
Les forces alemanyes, dirigides pel general Lothar Rendulic, devastaren gran part del nord del país utilitzant la tàctica de terra cremada. Més de la tercera part de les cases de la zona foren destruïdes, i la capital de la província, Rovaniemi, fou completament incendiada. Sumat a la pèrdua de propietats, que arribà a 300 milions de dòlars americans de l'època (equivalents a 3.5 bilions de dòlars actuals), gairebé 100.000 habitants es van convertir en refugiats. Tot això complicà la reconstrucció del país durant la postguerra.
Les últimes tropes alemanyes no foren expulsades del país fins a abril de 1945. El general Rendulic fou condemnat a 20 anys de presó per crims de guerra.